# فلورکمارک
فلورکمارک (به سوئدی: Flurkmark) یک منطقه مسکونی است که در بخش اومئو شهرستان وستربوتن در کشور سوئد واقع شده است. جمعیت فلورکمارک در پایان سال ۲۰۱۰ بالغ بر ۲۹۱ نفر بوده است.